# Bartok el Magnífico
Bartok el Magnífico, titulada originalmente en inglés Bartok the Magnificent, es una película animada estadounidense producida y dirigida por Don Bluth y Gary Goldman y lanzada directamente para vídeo en VHS y DVD en 1999 por 20th Century Fox Home Entertainment. Se trata de un spin-off de la película de 1997 Anastasia, siendo protagonizada por Bartok, un pequeño murciélago parlante de color blanco, quien era un personaje secundario en dicha película.

## Sinopsis
Rusia está siendo aterrorizada por una malvada bruja conocida como Baba Yaga (Lauren Rendell), y el único que no tiene miedo de ella es Bartok el Magnífico (Hank Azaria). Bartok es un murciélago albino, que acaba de llegar a Moscú y ha impresionado a todos con sus actuaciones, incluyendo al zarevich Iván Romanov (Phillip Van Dyke). Sin embargo, la institutriz de Iván, Ludmilla (Catherine O'Hara), encuentra a Bartok molesto e ingenuo, y ella trata de hacer un cosaco para terminar con su actuación. Después del acto de Bartok, un oso ataca de repente. Bartok salva a todos golpeando al oso y atrapándolo en un vagón.
Encantados con la valentía de Bartok, todos los que lo rodean le recompensan con oro, incluyendo el príncipe Iván, que le da un anillo real, haciendo disgustar a Ludmilla, que le recuerda que el anillo es sólo para los miembros de la familia Romanov y no para plebeyos. Ella le pide a Iván que tome el anillo, diciendo que es hora de un cambio. Ludmilla, al ver que no puede disuadirle, de mala gana lo permite y se van.
Ludmilla todavía está molesta de que Iván ha dado un anillo real a un plebeyo, sobre todo un artista callejero. Iván responde que esa era su intención, y un amigo de Iván, Vol (Diedrich Bader), coincide en que Bartok era gracioso. Ludmilla, por el contrario, cree que Iván tiene que respetar el deber de la corona, que incita a Iván, que está cansado de escucharla, para decir que él va a hacer lo que quiera, y es ella quien debe respetar la corona.
Mientras tanto, Bartok está contando el dinero que recibió, cuando el oso se despierta y le asusta. Resulta sorprendente el rescate de Bartok, que era otro más de sus actos junto a su socio de negocios el oso Zozi (Kelsey Grammer). Zozi es aprensivo sobre el anillo de Iván y está de acuerdo con Ludmilla, que el anillo debe ser devuelto. Bartok se niega obstinadamente a devolverlo ya que era un regalo.
De vuelta en Moscú, Iván es secuestrado por Baba Yaga, y se lleva a cabo una investigación inmediata. Ludmilla se encuentra uno de los dientes de hierro de  Baba Yaga, y le informa a la gente de lo que ha ocurrido. Cuando ella pregunta a los plebeyos quién es lo suficientemente valiente como para rescatar al príncipe Iván, una niña (Kelly Marie Berge) y un niño (Zachary Charles B.) nombran a Bartok.
Bartok y Zozi están en camino a San Petersburgo cuando descubren que unos cosacos vienen a por ellos. La pareja se preocupa porque asumen que Ludmilla quiere el anillo de Iván. Bartok trata de ocultar su identidad, pero se presenta ante el pueblo, y Ludmilla le explica que Iván ha sido raptado por Baba Yaga, y que están confiando en él para rescatar a su príncipe. Bartok acepta a regañadientes, y con Zozi se introducen en el Bosque de hierro para hacer frente a Baba Yaga y rescatar al príncipe Iván.
Ellos encuentran la cabaña de Baba Yaga, pero deben responder a una pregunta dada por la calavera gigante, Skull (Tim Curry), para entrar. Cuando Bartok contesta la pregunta correctamente, Baba Yaga captura con éxito a Bartok y ella explica que para salvar a Iván, debe reunir tres elementos de la selva que son Piloff, la corona de Oble y la pluma mágica sin la ayuda de Zozi, o si no ambos morirán. Sin embargo, estas tareas son muy difíciles para Bartok, ya que Piloff (Jennifer Tilly) está atorada en una roca, Oble (French Stewart) es un herrero gigante rodeado por una aureola de fuego, y la pluma mágica debe ser tomada sin vuelo.
Consigue los objetos, pero Baba Yaga todavía necesita algo de Bartok. Ofrece todo lo que se le ocurre, pero Baba Yaga lo rechaza todo y se rompe a reír. Bartok, indignado, empieza a gritar, y molesta a Baba Yaga acusándola de mentir y engañar, y afirmando que todo el mundo la odia, haciendo que ella se sienta mal y comience a llorar. Después de que él se disculpa con ella, él empieza a llorar y Baba pone el ingrediente más importante que son las lágrimas de Bartok. Ella hace una poción mágica de los artículos que Bartok recolectó para ella y revela que nunca tuvo al príncipe Iván y que la poción que hizo era para Bartok. Baba Yaga le explica que cuando beba la poción, todo lo que está en su corazón se mostrará diez veces en su exterior.
Bartok y Zozi están de regreso en la ciudad y llevan Ludmilla y a Vol a la parte superior de una torre donde está preso Iván. Sin embargo, cuando llegan, Ludmilla encierra a Bartok y a Vol con Iván y revela que ella tenía secuestrado al príncipe, y parte de su plan es tomar el trono de Rusia. Ella roba la poción mágica y deja a Bartok, Iván y a Vol atrapados en la torre que está por llenarse de agua.
Ludmilla bebe la poción, creyendo que su belleza se convertirá en diez veces. Sin saberlo, la poción hace que se transforme en un gran dragón. Tras este descubrimiento, la mujer indignada va en un alboroto a través de Moscú, soplando fuego a muchos de los edificios. Zozi va al rescate de Bartok, Iván y Vol. Bartok lucha contra Ludmilla, mientras sube por una de las torres del palacio cuando esta empieza a ser inestable y hace que la torre caiga, inundando las calles y apagando las llamas. La gente del pueblo se reúne alrededor del cadáver de Ludmilla, y Zozi revela que Bartok es un verdadero héroe no sólo porque venció a Ludmilla, sino porque mostró compasión por Baba Yaga.
Bartok devuelve el anillo de Iván y Baba Yaga aparece acompañada de Piloff. Bartok le da un abrazo y ella se despide escribiendo en el cielo las palabras «Bartok el Magnífico».

## Personajes
- Bartok: El héroe de la película. Es un murciélago albino que finge ser el héroe de Rusia en sus actuaciones. Cuando el príncipe Iván es secuestrado por la temida bruja Baba Yaga, Bartok va a su rescate con la ayuda de su compañero Zozi.
- Zozi: El compañero de actuación de Bartok. Es un oso elegante que durante sus actuaciones finge ser salvaje y feroz que ataca Rusia, simulando que Bartok le vence heroicamente. Cuando Iván fue secuestrado por Baba Yaga, él acompaña a Bartok en su misión de rescate.
- Baba Yaga: Es una bruja que vive lejos de Moscú. Todos los habitantes de Rusia la consideran malvada por intentar capturar a los niños. Ella ordena a Bartok a encontrar tres elementos de la selva para rescatar al príncipe Iván. Al final, se revela que Baba Yaga no es mala, sólo fue insultada por todo el mundo y nunca tuvo al príncipe, así que le da una poción a Bartok para ayudarlo.
- Piloff: Uno de los tres elementos que Baba Yaga necesita. Es una criatura graciosa, alegre y cómica. Se encuentra atorada en una roca de hielo, por lo que Bartok la saca y se la da a Baba Yaga. Al final, se queda con Baba Yaga.
- Ludmilla: La tutora de Iván y la villana principal de la película. Odia a Bartok, ya que siempre lo ve como un murciélago molesto. Ludmilla planea tomar el trono para convertirse en la reina de Rusia acabando con el príncipe fingiendo que Baba Yaga lo secuestró.
- Iván Romanov: El príncipe de Rusia. Admira mucho a Bartok por su valentía y como recompensa le da su anillo. Es secuestrado y encerrado en la torre por culpa de su institutriz Ludmilla, quien quiere tomar su trono y gobernar Rusia.
- Vol: El guardia real y amigo del príncipe Iván. Es obligado por Ludmilla a acabar con el príncipe, disfrazándose de Baba Yaga, para que ella tome el control de Rusia, pero por su lealtad al príncipe simplemente lo encierra en la torre.
- Skull: El guardián de Baba Yaga. Es una calavera gigante que protege el hogar de Baba Yaga. Cuando Bartok viene a ver a Baba Yaga, éste lo deja pasar cuando responde su pregunta.
- Oble: Un herrero gigante que está rodeado por una aureola de fuego. Tiene una corona que es uno de los tres elementos que Baba Yaga necesita, por lo que Bartok logra robarla y entregarla a Baba Yaga.

## Banda sonora
La música y las canciones originales están compuestas por Stephen Flaherty y Lynn Ahrens.